# NGC 6322
NGC 6322 је расејано звездано јато у сазвежђу Шкорпија које се налази на NGC листи објеката дубоког неба.
Деклинација објекта је - 42° 56' 2" а ректасцензија 17h 18m 25,7s. Привидна величина (магнитуда) објекта NGC 6322 износи 6,0. NGC 6322 је још познат и под ознакама OCL 1000, ESO 278-SC6.